# Tuf-tuf Club
De Tuf-tuf Club was een Nederlandstalige website van autojournalist Frank Jacobs, die van februari 2000 tot mei 2004 relatief veel bezoekers en publiciteit genereerde door tegen snelheidscontroles te "strijden". De oprichter maakte - naar eigen zeggen uit ergernis over het stiekeme aspect van de snelheidscontroles - foto's van de apparatuur en ambtenaren en plaatste die op de website. Nadat media over de site berichtten gingen steeds meer bezoekers foto's van snelheidscontroles delen. Verder gaf de site uitgebreide uitleg over onder meer snelheidscontroles, hoe deze te ontduiken en radardetectoren. Een bezwaarschriftgenerator bood hulp om in geval van een bekeuring onder betaling uit te komen.
De Tuf-tuf Club werd steeds vaker door de omroepen en andere media gevraagd als een soort woordvoerder namens de automobilisten. Optredens waren er onder meer in Kopspijkers, Man Bijt Hond, B&W, Netwerk, Nova en zelfs in Meet the Neighbours van de BBC, waarin Jacobs Jeremy Clarkson meeneemt op een tocht langs de Nederlandse snelheidscontroles.

## Rechtsvervolging Nederland
Koos Spee, de toenmalige landelijke verkeersofficier, en een viertal snelheidscontroleurs die zich beledigd voelden door teksten op de Tuf-tuf Club dienden een aantal aanklachten in.
De eerste dagvaarding werd door het Openbaar Ministerie (OM)  zonder opgaaf van reden ingetrokken. De tweede dagvaarding resulteerde in een veroordeling van Jacobs tot een geldboete van tweeduizend euro en tachtig uur voorwaardelijke dienstverlening. Jacobs tekende beroep aan en het Hof van Arnhem verklaarde het OM niet-ontvankelijk. Het OM dagvaardde Jacobs daarop voor een derde keer. Ditmaal is het de politierechter die het OM niet-ontvankelijk verklaart. Het OM geeft niet op en dagvaardt Jacobs voor een vierde keer. Ook deze vierde aanleg resulteert in een niet-ontvankelijkheid. En ook ditmaal maakt het OM gebruik van de gelegenheid Jacobs opnieuw te dagvaarden. In deze vijfde aanleg oordeelt de politierechter Jacobs schuldig, zonder oplegging van straf. Jacobs tekent beroep aan en het Hof van Arnhem komt wederom tot een niet-ontvankelijkheid van het OM. Dan besluit het OM het er bij te laten, waardoor aan deze zaak een einde komt.

## Rechtsvervolging in Vlaanderen
Ondertussen ontstond er tevens de Vlaamse website onder voogdijschap van Willem Laurens, de "Tuf-tuf Club" Vlaanderen, ook hier werd door de overheid geoordeeld dat de oproepen tot burgerlijke ongehoorzaamheid en het plaatsen van filmmateriaal gefnuikt moest worden. Willem Laurens werd opgepakt en veroordeeld als bendeleider in een organisatie met het oogmerk tot het vernielen van flitspalen anno 2004 te Leuven, echter in beroep te Brussel (2005) handhaafde de wetgever deze straf doch werd hij volledig vrijgesproken i.v.m. de vele flitspaalbranden over het grondgebied.

## Slot
De website van Tuf-tuf Club was tegen die tijd al offline gegaan. Jacobs gaf aan de financiële druk die de steeds terugkerende dagvaardingen met zich meebrachten niet meer aan te kunnen. Zijn werkgever was daarnaast niet blij met de media-aandacht en stelde Jacobs voor de keuze: of baan behouden of doorgaan met de "T-t C". De druppel die de emmer deed overlopen was een kort geding dat tegen hem werd aangespannen door Standaard Uitgeverij. Dit kort geding betrof de rechten op de naam die bij de uitgeverij zouden berusten vanwege het Suske en Wiske-album uit 1953 met de naam De tuf-tuf-club.